# Stevan Popov
Stevan Popov (Izbište, код Vršca, 12. jun 1947 — Ruma, 3. jun 2015) bio je čuveni pilot i heroj građanskog rata devedesetih godina u Bosni i Hercegovini. Letovima na relaciji Beograd - Sarajevo tokom mesec dana uspeo je da spase na desetine hiljada života iz ratnom zahvaćenog Sarajeva.
Stevan je 23 godine bio pilot JAT-a, a jedno vreme nosio je i titulu rezervnog oficira JNA.
Tokom mesec dana svakodnevnih letova sa posadom boinga 707 na liniji Beograd - Sarajevo u toku ratne 1992. godine, uspeo je da spase oko 40.000 unesrećenih ljudi svih nacionalnosti iz Sarajeva koje je bilo pod oružanim dejstvima. 
Podvig koji se najviše pamti je kada se iz Beograda vratio u Sarajevo po dečaka kojeg je majka zaboravila na aerodromu. Pronašao ga je i vratio majci.

## Biografija
Rođen je 12. juna 1947. godine u Izbištu kod Vršca. Kao petnaestogodišnjak, prijavio se za jedriličarski kurs. Na prvom letu slomio je jedrilicu, ali nije odustao, pa je u Vršcu završio kurs motornog pilota. Vremenom je na kursu bio jedan od najboljih polaznika. Sa 18 godina (1965) odlazi u Školu rezervnih oficira u Zadru. Služio je vojsku u JNA, a nakon toga nastavio školovanje u Pančevu. Sa cijelom eskadrilom je prebačen u Mostar, radi snimanja ratnog filma "Sutjeska". U filmu je bio jedan od pilota koji su vozili njemačke avione. Nakon snimanja filma, piloti su dobili pohvale od Tita koji je rekao da se on ne bi živ izvukao sa Sutjeske, da su Njemci imali takve pilote.
1972. godine zaposlio se u JAT-u. Radio je kao flajt-inženjer na karaveli, a kasnije se školovao za kopilota na istom avionu. U svojoj bogatoj letačkoj karijeri, stekao je zvanje kopilota na Boingu B-707. Sa 32 godine (1979) postaje kapetan na DC-9, a 8 godina kasnije na B-737-300. Iste godine je postao i zamjenik direktora "Letačke operative" u JAT-u.
Bio je zagovornik ideje da sportski aerodrom u  Čeneju, kraj Novog Sada, postane komercijalni, čime bi Novi Sad dobio putnički aerodrom.
2004. godine proglašen je tehnološkim viškom i dobija otkaz. Obolio je od raka na desnom bubregu, ali je uspješno operisan. U jednom intervjuu je izjavio "Preživeo sam potom operaciju raka na desnom bubregu, jer nisam planirao da umrem. Otkaz mi je teže pao od bolesti". Iz prvog braka ima sina i dvije kćerke, a sa suprugom iz drugog braka ima jednu kćerku. Izvršio je samoubistvo hicem iz pištolja i preminuo na putu do bolnice. Sahranjen je 6. juna 2015, na Gradskom groblju u Novom Sadu.

## Dani spasavanja
Malo se zna da je Stevan Popov prije Sarajeva, spašavao ljude iz ratom zahvaćenog Zadra i Pule. Poslat je sa ciljem evakuacije vojske i vojne imovine, ali je uz to spašavao i civile kojima je bezbijednost bila ugrožena. Poslije Sarajeva vozio je i spašavao ljude iz drugih dijelova Republike Srpske sa banjalučkog aerodroma.
U proljeće 1992. Stevan Popov pozvan je da bude kopilot na avionu Boeing 707 za potrebe JNA. Boeing 707, kojeg je Stevan vozio, bio je zaplijenjen u Zagrebu 31. avgusta 1991. godine, jer je kanadski preduzetnik hrvatskog porijekla preko ugandske avionske kompanije, Anton Kikaš, pokušao unijeti 18 tona naoružanja namijenjenim hrvatskim paravojnim jedinicama. Zbog toga, Stevin avion su zvali "Kikaš".
Akcija spašavanja ljudi iz ratom zahvaćenog Sarajeva započela je 17. aprila 1992. godine i trajala do 5. maja, od kada letovi za Sarajevo više nisu bili mogući. I tokom 19 dana spašavanja bilo je vrlo rizično letjeti na sarajevski aerodrom, jer je JNA gubila kontrolu nad dijelovima grada oko aerodroma, pa je u prvim danima maja linija razgraničenja bila oko aerodroma.
Tih dana, situacija na aerodromu bila je kritična. Od grada do aerodroma se već nalazio veliki broj barikada, pa su ljudi, koji su došli do aerodroma, bili svjesni činjenice da im je let jedina opcija za preživljavanje, jer nazad nisu mogli.
Stevan je svakodnevno letio po 10 puta, a jednoga dana čak 16 puta. Avion kojima je prevozio ljude nije bio predviđen za prevoz putnika, nego robe. Avion se koristio zato što je bio cilj prevesti što veći broj ljudi. Zbog prirode aviona, ljudi su sjedili na podu, najčešće jedni drugima u krilu. Tokom jednog leta, sa posadom je prevezao 585 putnika. U jednom svom intervjuu je rekao da je let često trajao između 12 i 15 minuta, jer su bili svjesni opasnosti u kojoj se nalaze, ali su istovremeno htjeli pomoći što većem broju ljudi.
Procjenjuje se da je za 19 dana, sa svojom posadom, spasio oko 40.000 ljudi.

### Susret sa dječakom i djevojčicom
Kada je ulazio u avion, prolazeći kroz masu ljudi koja je čekala novi let, sa strane je vidio djevojčicu od oko 12 godina i dječaka od oko 7 godina, sa nekoliko kesa u rukama. U haosu ljudi, mirna djeca su mu privukla pažnju i prišao je da ih pita šta rade sami na aerodromu. Nakon razgovora sa njima, Stevan je saznao da su brat i sestra sami na aerodromu, majka im je umrla, a otac mobilisan. Potresen situacijom, Stevan ih je poveo u već ispunjen avion. Kako nije bilo mjesta, Steva ih je poveo sa sobom i kabinu i na taj način prevezao u Srbiju kod rođaka.

### Povratak po dječaka u Sarajevo
Poslednji Stevin let za Sarajevo, 5. maja 1992, bio je posebno herojski. Tokom pretposlednjeg leta, avion je pogođen u rep. To je trebao biti posljednji let, jer se intenzitet sukoba tih dana pojačao. Međutim, kada je avion sletio na batajnički aerodrom u Beogradu, Stevan je čuo plač jedne žene. Ona je panično tražila sina po avionu, koji se već ispraznio. Držala je za ruku njegovu kapicu i drugog sina. Stevan je bio svjestan da je dječak Bojan ostao na sarajevskom aerodromu. Već je pala noć, a svjetla na aerodromu, kao i u većem dijelu grada nije bilo. Na osnovu obrisa brda i planina, Stevan je uspješno prepoznao pistu i sletio na aerodrom. Iako tokom prethodnog leta na aerodromu više nije bilo ljudi, jer je sve teže bilo proći barikade, Stevan je zatekao ponovo veliku masu ljudi. Stevan je lično tražio dječaka Bojana po aerodromu. Zatekao je dječaka od 5 godina kako se u jednom uglu igra sa vršnjacima. Posljednjim letom prevezeni su dječak Bojan i njegovi vršnjaci. Stevan se ponovo sreo sa dječakom i njegovom majkom 2004. godine u jednoj televizijskoj emisiji.

### Odlazak po fudbalere u Švedsku
Fudbalska reprezentacija Jugoslavije suspendovana je sa Evropskog takmičenja u Švedskoj, zbog sankcija uvedenih Srbiji i Crnoj Gori, Rezolucijom 757 Savjeta bezbijednosti UN, 30. maja 1992. godine. Fudbaleri i novinari nisu imali načina da se vrate u zemlju, jer su sve zemlje međunarodne zajednice bile u obavezi da uskrate dozvole za polijetanje, prelet i slijetanje svakom jugoslovenskom vazduhoplovu. JAT je ipak odlučio da pošalje avion u Stokholm. Kapetan na letu bio je Stevan Popov. Do Stokholma su naišli na mnogo problema, rumunska kontrola neko vrijeme nije dozvoljavala prelet preko zemlje, a kasnije su ih presreli borbeni avioni iznad Baltičkog mora. Nakon ukrcavanja, švedske vlasti su željele zarobiti avion sa posadom i fudbalerima, ali je Popov pokrenuo avion i zaprijetio da će se uputiti ka Srbiji, iako goriva nije bilo dovoljno u avionu. Kada su vlasti ipak obećale gorivo, nekoliko sati je trajalo maltretiranje posade i fudbalera, koji su gorivo morali platiti u gotovini, na licu mjesta. Avion je sletio u Beograd oko 23h, sat vremena prije zvaničnog stupanja sankcija na snagu.

## Pripadnost organizacijama
Pripadao je Redu Malteških vitezova.

## Knjige
O herojskim podvizima Stevana Popova napisane su dvije knjige. Momo Kapor je 1995. godine napisao Poslednji let za Sarajevo, u kojoj na uzbudljiv način opisuje kapetana Popova i stjuarda Slobodana Despota Bobu, tokom dana spašavanja ljudi iz Sarajeva. Pilotsku karijeru Stevana Popova opisao je i Miroslav Stefanović u svom djelu Prostranstvo plavo Popov Steva.

## Spomen - bista
U znak zahvalnosti za herojsku i nesebičnu pomoć ljudima iz Sarajeva, Opština Istočno Novo Sarajevo odlučila je da se bista Stevana Popova nađe među 10 odabranih ličnosti koji su u velikoj mjeri dali doprinos ovom gradu i njegovim stanovnicima. Bista Stevana Popova otkrivena je 14. novembra 2020. godine u Parku velikana u Istočnom Sarajevu.

## Citati
"Imao sam nepunih 15 godina kada sam prvi put počeo da letim i kad sam prvi put osetio vazduh i kad sam osetio prostranstvo i kad sam osetio visine... Nepunih 15 godina. Otada, ... moram da kažem da ja u to vreme nisam znao ni šta su igranke, ni šta su izlasci... Moje je bilo da dođem rano ujutru na aerodrom, da operem jedrilicu, da operem avion..."
"... vrlo često dolazim, pošto prvi dolazim na avion i to jedno sat, sat i po pre putnika, pre svih... i vrlo često stanem ispod te grdosije i gledam... Razmišljam... Bože, je li moguće da je sve ovo u mojim rukama, ovo čudo, ovoliko tona gvožđa, da je to sve u mojim rukama i da to sve treba da ja držim pod kontrolom, da bude sve bezbedno i da se putnici osećaju prijatno i da ne bude straha i ako se neko plaši u avionu, da otvorim vrata, jer moja vrata od kabine su uvek bila otvorena i kod mene svaki putnik posebno, oni koje se plaše letenja, imali su priliku da dođu, da vide, da se upoznaju... Jer znate šta? Čovek se uvek plaši onoga što ne poznaje..."